# Metal Gear Online
Metal Gear Online (メタルギアオンライン?, Metaru Gia Onrain, comunemente abbreviato in MGO) era uno spin-off della saga Metal Gear basato totalmente sul multiplayer online, che permetteva a un massimo di sedici giocatori di sfidarsi in partite di vario tipo. Il titolo venne annunciato da Hideo Kojima durante l'evento della celebrazione del 20º anniversario della saga di Metal Gear.
Il 12 giugno 2012, alle ore 23:59 (JST), il servizio online è stato disattivato poiché aveva ormai offerto tutto ciò che poteva, secondo quanto dichiarato da Konami. In origine sarebbe dovuto durare tre anni, ma la chiusura è stata posticipata per sostenere i giocatori più affezionati. La chiusura ha coinciso con il quarto anniversario del gioco, e durante questo periodo il gioco ha raggiunto il milione di iscritti.

## Modalità di gioco
La prima volta che si gioca bisogna creare il proprio personaggio, scegliendone il nome, i vestiti, gli accessori, l'aspetto e la voce. I vestiti e gli accessori indossati non hanno effetti sul gioco, quindi per esempio non forniscono maggiore protezione dai danni. Scelto il personaggio si può creare una nuova partita, decidere se essere assegnati automaticamente ad una partita già avviata (in tal caso il sistema cercherà di mettere insieme giocatori dello stesso livello), scegliere manualmente a quale partita unirsi, oppure cominciare una sessione di addestramento. L'addestramento solitario permette di prendere confidenza con i comandi esercitandosi su dei manichini e bersagli mobili, mentre nell'addestramento principianti si viene istruiti da altri giocatori più esperti.
Metal Gear Online può ospitare fino a sedici giocatori per ogni partita; in base al tipo di partita essi possono essere suddivisi in due squadre oppure gareggiare ognuno per conto suo. Il loro obiettivo è generalmente uccidere o neutralizzare quanti più avversari possibile, facendo uso di armi, tecniche di combattimento corpo a corpo e ricorrendo anche alla mimetizzazione. Il gioco offre infatti tattiche e modalità appositamente pensate per incentivare il gameplay stealth nei giocatori: muri, macchine, buche e scatole di cartone pullulano per permettere nascondigli e imboscate. Una fotocamera digitale può essere usata nel gioco per scattare fotografie durante le partite, che possono poi essere salvate (fino ad un massimo di 100) e caricate sul sito della community di MGO.

### Differenze rispetto a MGS4
I controlli di Metal Gear Online sono uguali a quelli di Metal Gear Solid 4: Guns of the Patriots, tuttavia ci sono alcune differenze in certi aspetti del gioco: per esempio non si possono usare l'OctoCamo, l'Anello di minaccia e il Solid Eye (a meno che non si stia usando Snake come personaggio), si possono equipaggiare solo tre armi e le munizioni trasportabili sono limitate; inoltre, quando esse finiscono, non se ne possono raccogliere altre e si deve quindi fare affidamento sul coltello o sul CQC (Close Quarters Combat, Combattimento a Distanza Ravvicinata). Bastano pochi colpi al corpo per ridurre a zero l'energia e i colpi alla testa sono letali, ma non si può recuperare l'energia o la psiche restando fermi e non ci sono oggetti curativi. Quando si muore, si ricomincia a giocare da un altro punto della mappa.

### Il sistema SOP
Una caratteristica peculiare di Metal Gear Online è il sistema SOP, una rete creata dalle nanomacchine contenute nel corpo dei soldati che permette alle squadre di condividere informazioni sul campo di battaglia. I personaggi collegati dal SOP possono vedere le reciproche posizioni anche quando sono separati da ostacoli, e vengono informati di ogni compagno che sia "intrattenuto" da una rivista, che sia colpito, addormentato, che stia parlando o che stia morendo. Il SOP permette anche di evitare il fuoco amico, bloccando temporaneamente l'arma di chi ha sparato contro un membro della propria squadra. Inoltre, se si immobilizza un nemico con una mossa CQC ed è attiva l'abilità "Scansione", è possibile vedere la posizione dei giocatori collegati con il nemico catturato. I giocatori possono comunicare fra loro anche tramite dei messaggi prestabiliti di vario tipo, oppure usando la chat, sia testuale che vocale.

### Abilità
Metal Gear Online permette ai giocatori di selezionare delle abilità da usare durante una partita. Inizialmente tutte le abilità sono di livello 1, ma facendo ciò che le abilità prevedono (per esempio sparare con i mitra per l'abilità mitra) mentre sono selezionate, esse salgono di livello. Le abilità selezionate possono occupare, in base al loro tipo e livello, da uno a tre slot, su un totale di quattro slot disponibili; si può quindi giocare una partita con un numero limitato di abilità, ma queste possono essere cambiate tra una partita e l'altra.

### Clan
Metal Gear Online supporta la possibilità di formare dei clan con una propria bandiera. I personaggi che vogliono creare un clan devono essere almeno di livello tre e devono aver giocato almeno venti ore. Il capo clan sceglie l'emblema, può inviare notizie ai membri e invitarli ad una partita. Il numero massimo di membri per clan è fissato a 64.

### Emblemi
A seconda delle proprie statistiche i giocatori vengono premiati con emblemi raffiguranti animali che rappresentano metaforicamente le caratteristiche peculiari dello stile di gioco adottato: per esempio, se si usa molto il visore notturno si otterrà l'emblema del gufo, mentre se si viene spesso presi in trappola si guadagna il ratto, e così via.

### Tipi di partite
Quando si crea una partita, bisogna selezionare in quali mappe essa si svolgerà, fino a un massimo di quindici (anche ripetendo la stessa mappa). Molte mappe sono inedite, mentre altre riprendono luoghi già noti, come Groznyj Grad (la fabbrica di armi dove in Metal Gear Solid 3 era presente lo Shagohod), Urban Ultimatum (una mappa che era inclusa nel primo MGO per PlayStation 2 con il nome di City Under Siege) o Icebound Inferno (zona ambientata a Shadow Moses dove vi fu lo scontro tra Sniper Wolf e Solid Snake in Metal Gear Solid).
Per ogni mappa si deve poi decidere il tipo di gioco, scegliendo tra i seguenti:
- Deathmatch - È una partita tutti contro tutti, in cui lo scopo dei giocatori è uccidere quanti più avversari possibile. La partita termina allo scadere del tempo o quando viene raggiunto un numero predeterminato di uccisioni. Vince il giocatore che ha totalizzato più uccisioni. In ogni istante, il giocatore che ha effettuato più uccisioni vede lampeggiare il proprio personaggio e questo può essere visto dagli altri giocatori anche attraverso degli ostacoli[17].
- Deathmatch Ottico - Segue le stesse regole del Deathmatch, solo che tutti i giocatori sono dotati di mimetica ottica e quando due o più giocatori camminano vicini si sentirà un "beep" a intermittenza (più sono vicini e più è veloce). Inoltre, verso la fine del tempo, l'area di gioco comincia a restringersi, finché i giocatori sopravvissuti non si ritroveranno faccia a faccia, e chi sfora il limite vede la sua barra dell'energia vitale svuotarsi rapidamente. In questa modalità non è possibile rinascere dopo essere stati uccisi[17].
- Deathmatch a squadre - Ha regole analoghe al Deathmatch, ma adesso i giocatori sono suddivisi in due squadre[17] e non c'è nessun "giocatore più bravo" visibile dagli altri.
- Missione di Infiltrazione - Segue le stesse regole del Deathmatch a Squadre, ma un giocatore scelto a caso impersona Snake e, se il numero dei giocatori è pari o superiore a undici, un altro giocatore controlla il Metal Gear MK. II[17]. Snake, equipaggiato con l'OctoCamo, il FaceCamo e il Solid Eye[7], è praticamente invisibile agli altri giocatori se sa dove e come posizionarsi ed è cauto nei movimenti; neanche l'uso dell'ENVG (il visore notturno) garantisce di individuarlo. Lo scopo di Snake è neutralizzare (cioè intimare "mani in alto", stordire o addormentare) i membri delle squadre che si scontrano per raccogliere le loro piastrine[17]. Il Metal Gear MK. II può stordire gli avversari e raccogliere le piastrine per portarle a Snake[18], ma quando porta una piastrina non può contare sulla funzione stealth. Se Snake viene ucciso, perde le piastrine raccolte e deve ricominciare daccapo. La partita termina se Snake riesce a raccogliere tre piastrine, oppure se viene ucciso tre volte dalla stessa squadra, oppure allo scadere del tempo. Vince la squadra che uccide Snake per un numero predeterminato di volte o che ha totalizzato più uccisioni[17].
- Missione di Cattura - I giocatori sono divisi in due squadre e il gioco consiste nel portare il Kerotan e/o il Ga-Ko alla propria base e proteggerlo dai nemici, che tenteranno di rubarlo, per un periodo totale di trenta secondi. Se nelle due basi sono presenti contemporaneamente i bersagli, il timer resta fisso a trenta secondi e non scorre, mentre se in una sola base sono presenti tutti e due i bersagli, il timer va al doppio della velocità[17].
- Missione di Cattura da Solitario -  Simile alla Missione di cattura, ma non ci sono squadre e i giocatori per vincere devono tenere con sé il Kerotan per un minuto. Il giocatore che ha il Kerotan è visibile agli altri anche attraverso ostacoli.
- Missione di Salvataggio - I giocatori sono divisi in due squadre: la squadra blu deve difendere uno o due bersagli (a seconda del numero dei giocatori, se basso o alto), mentre quella rossa deve cercare di rubare i bersagli e portarli alla propria base. Vince la squadra che allo scadere del tempo è in possesso dei bersagli; se i bersagli non sono in mano a nessun giocatore, vince la squadra che difende. In questa modalità i giocatori che vengono uccisi non possono rigenerarsi, quindi può vincere anche la squadra che uccide tutti gli avversari[17].
- Infiltrazione a Squadre - È simile alla Missione di Salvataggio, ma la squadra attaccante è equipaggiata con armi non letali ed è dotata di mimetica ottica[17], che però non rende del tutto invisibili: l'ombra è proiettata a terra e sugli oggetti, e l'arma equipaggiata è visibile e sembra "volare" a mezz'aria. Il fiato dei giocatori, o la polvere che essi alzano camminando, sono pure visibili in certe mappe. Obiettivo delle due squadre è, rispettivamente, rubare un bersaglio e portarlo alla propria base (per il team d'attacco) e difendere il bersaglio o eliminare tutti i nemici (per il team difensore)[17].
- Missione Bomba - Una squadra deve piazzare una bomba in un'area specifica, che esploderà dopo un minuto. In questo periodo l'altra squadra deve cercare di neutralizzare la bomba con il refrigerante[19]. Se il giocatore che trasporta la bomba viene ucciso, la bomba cade a terra, e se nessuno della sua squadra la raccoglie entro trenta secondi, la bomba si disattiva. Il round finisce quando una bomba esplode in una delle due aree prestabilite oppure se vengono neutralizzate tutte e tre le bombe a disposizione[17].
- Missione per le Basi - I giocatori sono divisi in due squadre e devono prendere possesso e difendere delle basi sparse per la mappa (il numero delle basi varia da tre a cinque a seconda del numero dei giocatori, se basso o alto). Per catturare una base, almeno un giocatore deve trovarsi all'interno di essa e rimanerci per un certo periodo di tempo[18]; maggiore è il numero di giocatori della stessa squadra all'interno di una base, minore è il tempo richiesto per prenderne possesso[18]. Se due giocatori di squadre opposte sono nella stessa base, il tempo non scorre[18]. Vince la squadra che riesce a catturare tutte le basi o quella che allo scadere del tempo ne ha catturate di più[17].
- Missione Gara - I giocatori, divisi in due squadre, hanno l'obbiettivo di portare il bersaglio ai checkpoint un determinato numero di volte per vincere. Il bersaglio della squadra blu è il Kerotan e quello della squadra rossa è il GA-KO. Se un bersaglio cade e non viene recuperato entro un determinato periodo di tempo, la sua posizione viene ripristinata e il checkpoint cambiato[20].
- Intervallo - Qui i giocatori possono riposarsi oppure continuare a giocare, ma non possono uccidere o stordire gli altri giocatori e ciò che fanno non influisce sul loro punteggio, sui titoli o sulle abilità[17].

Le regole della battaglia sono in qualche modo modificabili: per esempio possono essere attivati i "Punti Drebin" che vengono guadagnati dai giocatori grazie alle uccisioni fatte ed ai colpi alla testa, e che possono essere spesi, al momento del respawn o tornando alla propria base, per personalizzare le armi o equipaggiarsi con armi di tipo avanzato. Se invece è attiva la regola "Solo colpi alla testa", qualora un giocatore uccidesse un nemico non colpendolo alla testa morirebbe anch'egli come penalità. Infine la regola "Colpi alla testa disabilitati" rende i danni causati dai colpi alla testa come quelli al corpo, cioè non letali al primo colpo.

## Sviluppo
Il gioco è stato disponibile in versione beta in Giappone, Europa e America del Nord. In Giappone il test durò dal 20 agosto al 3 settembre 2007 e fu aperto a 3000 utenti; in Europa e in America del Nord il test avrebbe dovuto cominciare il 21 aprile e terminare il 6 maggio 2008, ma alcuni problemi causati dalla mancanza dei numeri seriali in America del Nord e l'alto livello di traffico dati nei server costrinsero Konami a ritardare l'inizio del test, che cominciò il 25 aprile e si concluse l'11 maggio 2008.

## Pacchetto base ed espansioni
Il pacchetto base di Metal Gear Online includeva cinque mappe (Ambush Alley, Blood Bath, Gronznyj Grad, Midtown Maelstrom e Urban Ultimatum) e permetteva di giocare nel ruolo di Old Snake nelle Missioni di infiltrazione. Successivamente il gioco è stato arricchito con tre espansioni che aggiungevano nuovi personaggi, oggetti e mappe utilizzabili. Le espansioni acquistabili erano tre: GENE, MEME e SCENE.

### GENE Expansion
La prima espansione per Metal Gear Online, chiamata Gene expansion, è stata distribuita il 17 luglio 2008; la versione plus contiene uno slot per la registrazione di un personaggio. L'espansione dà l'opportunità di creare soldati di sesso femminile e include molte altre novità, tra cui tre nuove mappe (Tomb of Tubes, Virtuous Vista e Coppertown Conflict) e due nuovi personaggi speciali con le rispettive abilità:
- Meryl Silverburgh - Le posizioni dei nemici a cui Meryl spara e i nemici che la puntano sono condivisi visualmente con gli altri membri della squadra tramite il sistema SOP[31]. Meryl alza il morale dei compagni di squadra che ha vicino e li aiuta a recuperare la psiche[31]. Può anche aiutare i compagni di squadra che hanno perso i sensi a riprendersi più velocemente. Meryl eccelle nell'abilità delle pistole che riduce il rinculo e il tempo di ricarica[31].
- Johnny Sasaki (Akiba) - È esperto nel disattivare trappole[31]. Tutte le trappole del campo saranno visualizzate sulla sua schermata.

L'espansione include anche la modalità sopravvivenza e un nuovo sistema di ricompense. I giocatori che vincono la sopravvivenza ricevono dei punti ricompensa che possono essere scambiati per ottenere nuovi oggetti per il proprio personaggio dal negozio ricompense.

### MEME Expansion
La seconda espansione, chiamata MEME expansion, è stata distribuita il 25 novembre 2008. La MEME exspansion richiedeva l'installazione della Gene exspansion, ma era disponibile anche un pacchetto con entrambe le espansioni. I giocatori che installano la Meme exspansion posso giocare la modalità Torneo, giocare nelle lobby di sopravvivenza MEME e utilizzare gli speciali oggetti di camuffamento nel negozio ricompense. L'espansione introdusse le modalità Deathmatch ottico e Intervallo, tre nuove mappe (Forest Firefight, Winther Warehouse e Silo Sunset) e due nuovi personaggi:
- Mei Ling - Mei Ling non è un soldato, ma è comunque molto utile per portare aiuto ai suoi compagni. Grazie al Soliton Sonar, riesce ad individuare i nemici anche se sono nascosti dietro ai muri e può condividere le informazioni in suo possesso con i suoi compagni tramite il sistema SOP[33]. Mei Ling è il capitano dello USS Missouri, e quindi può fare fuoco dalla sua nave sull'area che decide[33].
- Liquid Ocelot - Liquid è in grado di controllare il sistema SOP[33]. Se esegue Guns of the Patriots, blocca gli attacchi nemici. Inoltre, controlla le emozioni dei nemici e impedisce loro di agire in determinati modi. È anche un esperto di CQC. Usa questa abilità per sottomettere l'avversario e paralizzarlo usando il coltello.

### SCENE Expansion
La terza espansione, chiamata SCENE expansion, è stata distribuita il 17 marzo 2009. In SCENE si può accedere a esclusivi completi come la Haeven trooper o Cappotto resistenza est europea dal negozio ricompense. L'espansione includeva quattro nuove mappe (Hazard House, Ravaged Riverfront, Outer Outlet e Icebound Inferno, quest'ultima distribuita il 16 giugno 2009) e permetteva di giocare con tre nuovi personaggi:
- Raiden - Raiden è dotato di abilità fisiche incredibili. Si muove molto velocemente e può saltare in posti alti, dove altri soldati avrebbero bisogno di una spinta[34]. Può inoltre cadere da una grande altezza ed atterrare senza subire alcun danno. Raiden può usare la Lama ad alta frequenza ed i coltelli da lancio[34]. Se equipaggiato con la Lama ad alta frequenza, può deviare gli attacchi frontali. Tutte le trappole del campo saranno visualizzate sulla sua visiera[34], quando essa è abbassata. Raiden non ha all'interno del suo corpo nessuna nanomacchina, per cui non ha nessuna connessione SOP.
- Vamp - È dotato di abilità fisiche incredibili. Si muove molto velocemente e può saltare in posti alti, dove altri soldati avrebbero bisogno di una spinta. Può inoltre cadere da una grande altezza ed atterrare senza subire alcun danno. Può usare i coltelli da combattimento ed i coltelli da lancio. Quando muore, rinasce direttamente sul posto[34].
- Old Snake - Personaggio disponibile in partite normali solo dal 16 giugno dopo la manutenzione settimanale (solo i giocatori che hanno acquistato la Scene Expansion possono usare Old Snake anche fuori dalle missioni d'infiltrazione). Snake vince se colleziona uno specifico numero di piastrine.

Dopo l'uscita della SCENE Expansion è stata aggiunta una nuova modalità, il Patriot. I "Patriot" saranno scelti a caso una volta alla settimana dalla lotteria. Se si viene scelti come Patriot, si può usare l'arma "Patriot" per una settimana in tutte le partite eccetto le battaglie ufficiali. Tutti i Patriot hanno l'icona "Patriot" accanto al proprio nome nel Menu Istruzioni e nel Menu iniziale. Il Patriot non necessita di caricamenti come accade, invece, per le altre armi. Quando si spara con il Patriot una volta su tre potrebbe partire qualche spezzone della canzone "Snake Eater".

## Chiusura del servizio online
Ecco gli eventi che hanno preceduto la definitiva chiusura del gioco:
- Dalle ore 16:00 (JST) del 21 marzo 2012: chiusura del Negozio Online di MGO.
- Dalle ore 18:00 (JST) del 24 aprile 2012: gli Expansion pack e i Messaggi Prestabiliti Codec Pack possono essere scaricati gratuitamente. La registrazione di nuovi personaggi giocatori non è disponibile durante questo periodo. Gli articoli dell'Emporio a punti sono gratuiti.
- Dalle ore 23:59 (JST) del 12 giugno 2012: fine del servizio online.

## Metal Gear Arcade
Metal Gear Arcade è la versione arcade di Metal Gear Online sviluppata da Kojima Productions e pubblicata il 20 dicembre 2010 in Giappone. I cabinet, dotati di sedia, schermo e occhiali stereoscopici 3D, audio surround e microfono, sono collegati tra loro per consentire a un massimo di sedici persone di giocare partite multigiocatore online. Un sensore montato sugli occhiali consente al giocatore di controllare la visuale muovendo la testa. Le mappe e le regole di gioco sono per la maggior parte uguali a quelle di Metal Gear Online, ma è stato introdotto un nuovo sistema di gestione delle squadre, chiamato SOKKU, che permette di ottenere in modo facile e veloce informazioni sui propri alleati.